# Capsella bursa-pastoris
Espèce
Classification APG III (2009)
Statut de conservation UICN

 LC  : Préoccupation mineure
Capsella bursa-pastoris est une espèce de plantes herbacées annuelle, bisannuelle ou vivace de la famille des Brassicaceae. C'est l'une des espèces de « Bourse à pasteur ».

## Phytonymie
Le nom scientifique de la plante Capsella bursa-pastoris vient du latin capsella, capsule (petite boîte), bursa (sac) et pastoris (de berger), allusion au fruit qui est une silique, capsule large et courte en forme de cœur qui évoque un sac de berger.
Elle porte aussi comme noms vernaculaires molette à berger, capselle, bourse de capucin, bourse de Juda, moutarde de Mithridate, millefieurs ou bourse-à-berger.

## Description

### Appareil végétatif
C'est une espèce de plante herbacée annuelle (elle a alors une petite racine), bisannuelle ou vivace (racine pivotante) à tiges uniques dressées, anguleuses et striées. Rameuses depuis la base, filiformes, velues dans le bas, elles peuvent atteindre 70 cm de haut. Un polymorphisme foliaire permet de distinguer 2 types de feuilles d'un vert-gris: les feuilles basales en rosette sont dotées d'un pétiole court et d'un limbe profondément divisé en lobes plus ou moins dirigés vers le haut, de forme très variable (forme entière et grossièrement dentée à pennatipartite, à contour oblancéolé, de 3 à 15 cm de long) ; les feuilles caulinaires sont peu nombreuses, sessiles, amplexicaules, au limbe plus petit que celui des feuilles basales, généralement entier, oblong.
La plante dégage au froissement une odeur légèrement alliacée.

### Appareil reproducteur
Les petites fleurs hermaphrodites, dotées d'un pédicelle d'environ 6 mm et environ 2 fois plus longs que les sépales (s'allongeant chez le fruit, jusqu'à 20 mm de long), sont disposées en grappes terminales compactes atteignant 20 cm de long. Les sépales d'environ 1,5 mm de long, verts, sont pubescents pour la plupart, tandis que les pétales spatulés, de 2 à 3 mm et environ 2 fois plus longs que les sépales, sont munis d'un onglet blanc. 
La période de floraison va de mars à décembre. La pollinisation autogame donne des fruits triangulaires et aplatis (cœur, bourse), des silicules au goût un peu salé. Ces petites siliques de 5 à 10 mm × 2,5 à 8 mm, sont déhiscentes par 2 valves à nervation réticulée. Bordées d'une aile échancrée au sommet, elles favorisent la dissémination anémochore des graines.

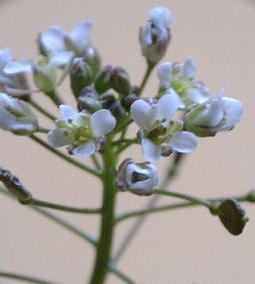
Fleurs.
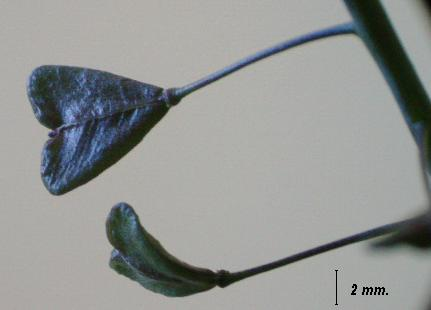
Silique aplatie triangulaire.

## Distribution et habitat
Plante annuelle poussant partout (adventice ou « mauvaise herbe »), c'est une espèce pionnière des milieux perturbés. Cette plante également bisannuelle ou plante vivace se rencontre en Europe (région méditerranéenne, Europe méridionale), Macaronésie ainsi que sur les autres continents.

## Une plante protocarnivore
La capselle bourse-à-pasteur s'est révélée être une plante protocarnivore. Les graines sont enrobées d'un mucilage qui, en présence d'eau, se transforme en un piège gluant et mortel pour de petits arthropodes du sol, notamment des nématodes, mais aussi des protozoaires et des bactéries. Le mucilage les attire, les piège et les tue, puis des nutriments sont absorbés. Une étude de 2018 a montré que ce phénomène augmente les chances de germination et la croissance des jeunes plantes, surtout en milieu pauvre.

## Usage

### Usage alimentaire
- Racines : elle peut se consommer, mais devient vite fibreuses[9].
- Graines : elles servent de condiment, mais leur récolte est fastidieuse[9].
- Feuilles de la rosette : jeunes, d'un goût salé un peu piquant, elles se consomment crues en salade ou cuites en soupe[9].
- Tiges : plus fibreuses, elles ne sont mangées que cuites (soupe) ou utilisées en infusion.
- Inflorescences : elles décorent les salades ou se mangent tel quel[9].

Au Japon, elle fait partie de la traditionnelle salade de début d'année : la salade aux 7 herbes (voir la fête du Nanakusa-no-sekku).
En Chine, elle est très appréciée dans la farce des jiaozi (ravioli chinois).

### Usage médicinal
« Les parties aériennes sont utilisées depuis l'Antiquité pour leur pouvoir hémostatique : elles servent à soigner les hémorragies internes et externes, et l'infusion chaude et amère se prend comme emménagogue, diaphorétique, veinotonique, antiscorbutique, astringent, antidiarrhéique et diurétique. Il s'emploie aussi en gynécologie pour réguler le flux menstruel car il comprime les vaisseaux sanguins ».
En usage externe,  le sirop ou la teinture de capselle (parties aériennes macération (cuisine, parfumerie et pharmacopée) dans de l'alcool de grain) combat les troubles musculaires. Elle est notamment citée dans le livre le plus connu de Maria Treben, La santé à la pharmacie du Bon Dieu.